# Rhysodesmus stolli
Rhysodesmus stolli är en mångfotingart som beskrevs av Pocock 1909. Rhysodesmus stolli ingår i släktet Rhysodesmus och familjen Xystodesmidae. Inga underarter finns listade i Catalogue of Life.